# COPS2
La subunidad 2 del complejo signalosoma COP9 (COPS2)es una proteína que es codificada, en humanos, por el gen cops2.

## Interacciones
La proteína COPS2 ha demostrado ser capaz de interaccionar con:
- IRF8[4]
- NIF3L1[5]
- Receptor de hormona tiroidea alfa[6]
- DAX1[7]